# Маєток Файрфлай

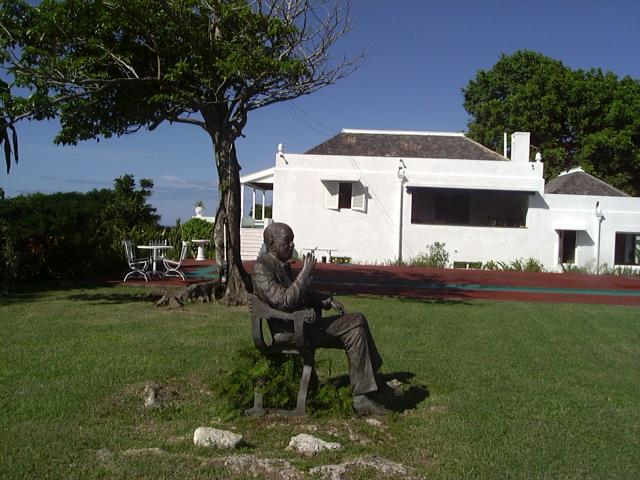
Пам'ятник Ноелю Каварду в маєтку Файрфлай

Маєток Файрфлай (англ. Firefly Estate) — маєток, розташований в 10 км на схід від Оракабесса, Ямайка, був заміським будинком сера Ноеля Кауарда. На сьогодні внесений до списку Національної спадщини ямайським Національним фондом спадщин. Хоча оформення виконано у райському стилі, будинок, побудований в 1956 році, напрочуд спартанський, враховуючи, що в ньому часто розважались завсідники модних курортів і члени королівської родини. Вид з маєтку, а нині музею під егідою уряду та присвяченому англійському автору, чудовий.
Ямайський дім на гірській вершині та одночасно місце поховання Ноеля Кауарда колись належав сумнозвісному пірату та губернатору Ямайки, що був обраний тільки на один термін, серу Генрі Моргану (1635—1688). З маєтку відкривався чудовий вид на гавань Сент-Мері, тому Морган використовував його як оглядовий майданчик. Як частину його схованки, Морган наказав викопати секретний тунель з виходом у місті Порт-Марія.

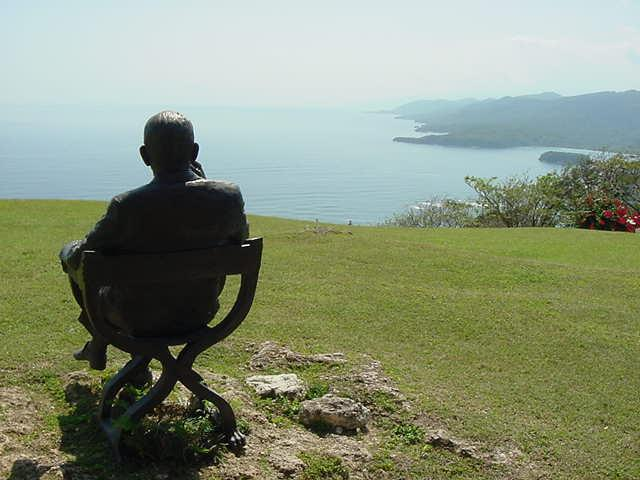
Вид на Карибське море з маєтку Файрфлай

У названому на честь літаючих теплими вечорами комах, що світятся, маєтку Файрфлай розважалася велика кількість «світил» від політиків до естрадних зірок, включаючи таких відомих особистостей як: Королева-мати і Королева Єлизавета II, сер Вінстон Черчілль, сер Лоуренс Олів'є, Софі Лорен, Елізабет Тейлор, сер Алек Гіннесс, Пітер О'Тул, Річард Бертон, і сусіди Еррол Флінн, Рут Браян Овен і Ян Флемінг.
«Англієць має невід'ємне право жити там, де він хоче», сказав Вінстон Черчілль, якого навчав Кауард техніці олійного живопису, під час його візиту до маєтку Файрфлай. Художня студія Файрлаю зберігає картини і фотографії Кауарда на яких зображені його відомі друзі, включаючи Лоренса Олів'є, Еррола Флінна і Марлен Дітріх.
Свого часу у своєму улюбленому маєтку Файрфлай, Кавард написав у своєму щоденнику: Файрфлай дав мені найцінніше благословення з усіх можливих: час, щоб читати, писати, думати і впорядковувати думки. Я люблю це місце, воно зачарувало мене. Що б не сталося в цьому нерозумному світі, нічого особливого тут не відбудеться". Він вірив що тут йому легше писати «речення, здавалося, складаються самі, правильні прикметники з'являються дискретно, в потрібний момент. Файрфлай магічне місце».
Кауард помер від інфаркту міокарда в Файрфлай 26 березня 1973 року, у віці 73 років. Він похований у мармуровій гробниці в своєму саду біля того місця, де він полюбляв сидіти в сутінках, спостерігаючи захід, сьорбаючи бренді з імбирним елем і дивлячись на море та на пишно вкрите зеленню узбережжя. Його статуя, що дивиться на синю гавань, прикрашає галявину. Кам'яна хатина на галявині, яка колись використовувалась як оглядовий майданчик Генрі Морганом, потім перетворилась на бар сера Ноеля, тепер це сувенірний магазинчик і ресторан.
На одній зі стін Файрфлай написаний його останній вірш.